# Maico (apparecchi acustici)
Maico è un'azienda statunitense fondata nel 1937 a Minneapolis, USA. Dal 1994 fa parte del gruppo Demant, la multinazionale danese che sviluppa, produce e vende prodotti e strumentazioni dedicati all'udito.

## Storia

### Gli anni ‘30
Leland Alfred Watson (1907-1960), dopo essersi laureato alla Università del Minnesota ed essersi specializzato ad Oxford, in Inghilterra, grazie alla borsa di studio della American Rhodes Scholars vinta nel 1930, nel 1933 inizia a lavorare a Minneapolis nella Sonotone Minnesota Corporation.
Nel 1936 prende in affitto una stanza nel Walker Building di Minneapolis in cui apre il primo laboratorio della Medical Acoustics Instruments Company (più tardi conosciuta come MAICO). Dopo piccole modifiche rispetto al progetto originale, viene messo in produzione con il nome commerciale di MAICO D-4. 
Nella primavera del 1937 l'azienda sposta la propria sede al n. 914 di Marquette Avenue nello Sterling Building a Minneapolis dove trovano impiego i primi tre dipendenti. L'azienda dispone già di due piccoli punti vendita, uno dei quali a Chicago. Nel 1938 produce Listener, il suo primo apparecchio acustico composto da un microfono, un ricevitore, un amplificatore e due batterie.
Il lavoro cresce e nel dicembre 1938 fonda formalmente la Maico. Nel 1939 l'azienda si ingrandisce e apre la prima officina tecnica nel Sexton Building, dove viene costruito l'audiometro D-5, il primo a garantire un'accurata misurazione della perdita uditiva grazie all'introduzione del parametro denominato zero reference level. è il primo audiometro ad essere riconosciuto dall'American Medical Association (AMA) e dal National Bureau of Standards (ora conosciuto come National Institute of Standards and Technology).

### Gli anni ‘40
Durante la seconda Guerra Mondiale Maico ottiene commesse per la marina militare degli Stati Uniti. Il 16 marzo 1944 la US Navy conferisce alla Maico l'Army-Navy "E" Award.
Nel maggio del 1944 Maico si trasferisce in un proprio stabilimento più moderno e rispondente alle sue crescenti esigenze. Subito dopo la guerra viene prodotto il nuovo apparecchio Maico UA, che combina batterie e microfono-amplificatore in un piccolo contenitore.

### Gli anni ‘50
Nei primi anni cinquanta Maico mette in produzione il Chromalizer, un prodotto che viene utilizzato dagli insegnanti della scuola per bambini sordi di Knoxville nel Tennessee per permettere di associare le parole pronunciate ai colori. I sei pannelli della macchina rispondono con differenti livelli di illuminazione e combinazioni di colore in accordo con le frequenze dei suoni emessi dai ragazzi, aiutando gli insegnanti a correggerne le forme espressive.
Nel gennaio 1953 Maico mette in produzione il Transist - Ear (Model O), il primo apparecchio acustico al mondo ad essere realizzato interamente con i transistor e senza l'utilizzo di tubi sottovuoto, e viene omologato all'American Medical Association. Nell'ottobre 1953, grazie alla tecnologia a transistor, Maico realizza anche il primo stetoscopio elettronico, lo Stethetron. Mediante i transistor e il nuovo microfono ceramico, amplifica in forma selettiva i suoni cardiaci e toracici, aumentando di cento volte l'intensità di un normale stetoscopio acustico.
Alla fine del 1956 il fatturato Maico ammonta a 4.131.000 dollari e la compagnia di Minneapolis impiega 260 persone. La Shaeffer Pen Company, con sede a Fort Madison, Iowa, acquisisce la Maico nell'ottobre del 1957 ma Leland Watson mantiene la carica di presidente.
Un anno dopo continua il successo: gli occhiali acustici Maico AF vincono il premio dell’Industrial Design Magazine. Nel 1958 l'azienda presenta la Burgess-Manning, una cabina per test uditivi capace di escludere i rumori ambientali di fondo, e l'audiometro automatico Rudmose, che impedisce la falsificazione del test da parte del soggetto analizzato. Nel 1959 gli occhiali indossabili vengono perfezionati grazie ad un apparecchio inserito nelle aste degli occhiali, denominato HRG.

### Gli anni ‘60
Nel 1960 Leland Watson, fondatore della Maico, rimane vittima di un incidente aereo. Nel 1966 Maico diventa parte della Textron Inc. che acquisisce la Shaeffer-Maico, trasferendone la sede a Edina, a pochi chilometri da Minneapolis. Nel 1975 diventa una divisione della Heath Techna Corporation, una società operante in diversi settori industriali: trasporti aerei, elettronica e difesa e prodotti per edilizia.

### L'azienda oggi
Maico viene acquisita nel 1994 dal gruppo Demant di Copenaghen.
Oggi le filiali in Italia sono circa duecento.

## Testimonial
Negli anni ‘50 Guy Lombardo diventa testimonial del prodotto.